# Світ-Спрінгс (Міссурі)
Світ-Спрінгс (англ. Sweet Springs) — місто (англ. city) в США, в окрузі Салін штату Міссурі. Населення — 1316 осіб (2020).

## Географія
Світ-Спрінгс розташований за координатами 38°57′51″ пн. ш. 93°24′59″ зх. д. / 38.96417° пн. ш. 93.41639° зх. д. (38.964279, -93.416504).  За даними Бюро перепису населення США в 2010 році місто мало площу 4,35 км², з яких 4,31 км² — суходіл та 0,04 км² — водойми.

## Демографія
Згідно з переписом 2010 року, у місті мешкали 1484 особи в 575 домогосподарствах у складі 368 родин. Густота населення становила 341 особа/км².  Було 688 помешкань (158/км²).
Расовий склад населення:
| - 94,3 % — білих - 1,8 % — чорних або афроамериканців - 0,4 % — азіатів - 0,3 % — корінних американців - 0,1 % — вихідців з тихоокеанських островів |

До двох чи більше рас належало 2,3 %. Частка іспаномовних становила 1,7 % від усіх жителів.
За віковим діапазоном населення розподілялося таким чином: 23,9 % — особи молодші 18 років, 58,7 % — особи у віці 18—64 років, 17,4 % — особи у віці 65 років та старші. Медіана віку мешканця становила 42,4 року. На 100 осіб жіночої статі у місті припадало 98,1 чоловіків;  на 100 жінок у віці від 18 років та старших — 95,2 чоловіків також старших 18 років.
Середній дохід на одне домашнє господарство  становив 48 408 доларів США (медіана — 38 077), а середній дохід на одну сім'ю — 56 013 долари (медіана — 45 563). Медіана доходів становила 37 750 доларів для чоловіків та 28 080 доларів для жінок. За межею бідності перебувало 14,6 % осіб, у тому числі 22,0 % дітей у віці до 18 років та 7,3 % осіб у віці 65 років та старших.
Цивільне працевлаштоване населення становило 682 особи. Основні галузі зайнятості: освіта, охорона здоров'я та соціальна допомога — 25,1 %, виробництво — 16,6 %, роздрібна торгівля — 15,5 %.